# Juan Carlos González (Fußballspieler, 1924)
Juan Carlos González Ortiz (* 22. August 1924 in Montevideo, Uruguay; † 15. Februar 2010 in Buenos Aires, Argentinien) war ein uruguayischer Fußballspieler. Er war die gesamte Zeit seiner Karriere für Club Atlético Peñarol aktiv und wurde mit der uruguayischen Fußballnationalmannschaft 1950 Fußball-Weltmeister.

## Karriere

### Verein
Juan Carlos González begann im Jahre 1944, in der Männermannschaft des Vereins Club Atlético Peñarol, neben Rekordmeister Nacional Montevideo schon damals erste Adresse im Fußball des kleinen Landes am Rio de la Plata, mit dem Fußballspielen. Insgesamt war González, der auf der Position eines Verteidigers agierte, bis zu seinem Karriereende im Jahre 1956 bei den Aurinegros unter Vertrag und gewann in dieser Zeit zweimal die uruguayische Meisterschaft. In der Saison 1949 wurde der erste Platz in der Primera División mit sechs Punkten Vorsprung auf den ewigen Rivalen Nacional belegt. Zwei Jahre später wurde man erneut Meister, diesmal mit zwei Zählern wiederum vor den Bolsos. 1952 waren Peñarol und Nacional nach Ablauf aller Spieltage punktgleich, wobei die bessere Tordifferenz bei Nacional lag, das auch das nun nötige Entscheidungsspiel gewinnen konnte. Auch in den weiteren folgenden Jahren hatte stets der Club Nacional de Football die Nase gegenüber Peñarol vorn. Als für letztere die bis heute erfolgreichste Phase der Vereinsgeschichte mit zwei Copa-Libertadores-Siegen und diversen Meistertiteln zu Beginn der Sechzigerjahre anbrach, weilte Juan Carlos González jedoch nicht mehr im Estadio Centenario, er hatte seine aktive Laufbahn 1956 beendet.

### Nationalmannschaft
Von seinem Debüt am 6. Mai 1950 gegen Brasilien (Endstand: 4:3) bis zu seinem letzten Einsatz am 13. April 1952 kam Juan Carlos González zu sieben Einsätzen in der uruguayischen Fußballnationalmannschaft. Dabei traf er nicht ins gegnerische Tor. Uruguays Coach Juan López berief ihn ins Aufgebot für die Fußball-Weltmeisterschaft 1950 in Brasilien. Bei dem Turnier wurde er in den ersten beiden Spielen seiner Mannschaft eingesetzt, beim 8:0 in der Gruppenphase gegen Bolivien und beim ersten Finalrundenspiel gegen Spanien (2:2). Die beiden verbleibenden Partien gegen Schweden (3:2) und Brasilien (2:1), wo Uruguay in Maracanã zum zweiten Mal Weltmeister wurde, verpasste er aber.